# Erethistidae
Die Erethistidae sind eine Fischfamilie aus der Ordnung der Welsartigen (Siluriformes). Sie kommen in Nord-Indien, Nepal, Südwest-China, Bangladesch und Myanmar vor.

## Merkmale
Erethistidae ähneln den Gebirgswelsen (Sisoridae), sind aber deutlich kleiner mit Körperlängen von etwa zwei bis maximal zehn Zentimetern. Ihr Schultergürtel weist einen Coracoidfortsatz auf, der deutlich hinter den Ansatz der Brustflossen reicht. Sie weisen vier Paar Barteln und meist eine große Fettflosse auf. Die Arten der Unterfamilie Continae weisen einen langen, dünnen Adhäsionsapparat am Bauch auf, der von Integumentsfalten gebildet wird und dazu dient, in schnellfließenden Gewässern die Position zu halten. Der anderen Unterfamilie, den Erethistinae, fehlt ein solcher Apparat.

## Systematik

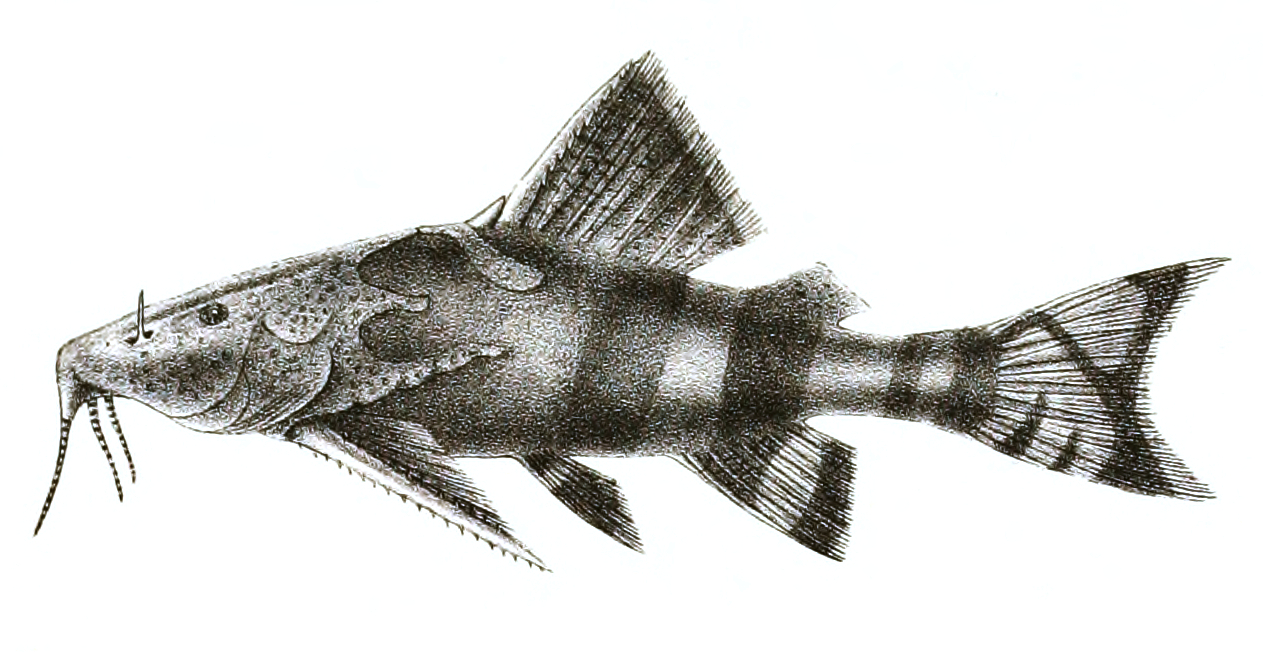
Hara hara

Die Erethistidae werden der Überfamilie Sisoroidea zugerechnet, die nach molekularbiologischen Untersuchungen in die „Big Asica“-Gruppe gestellt wird. Die Familie umfasst zwei Unterfamilien mit sieben Gattungen und über 30 Arten:

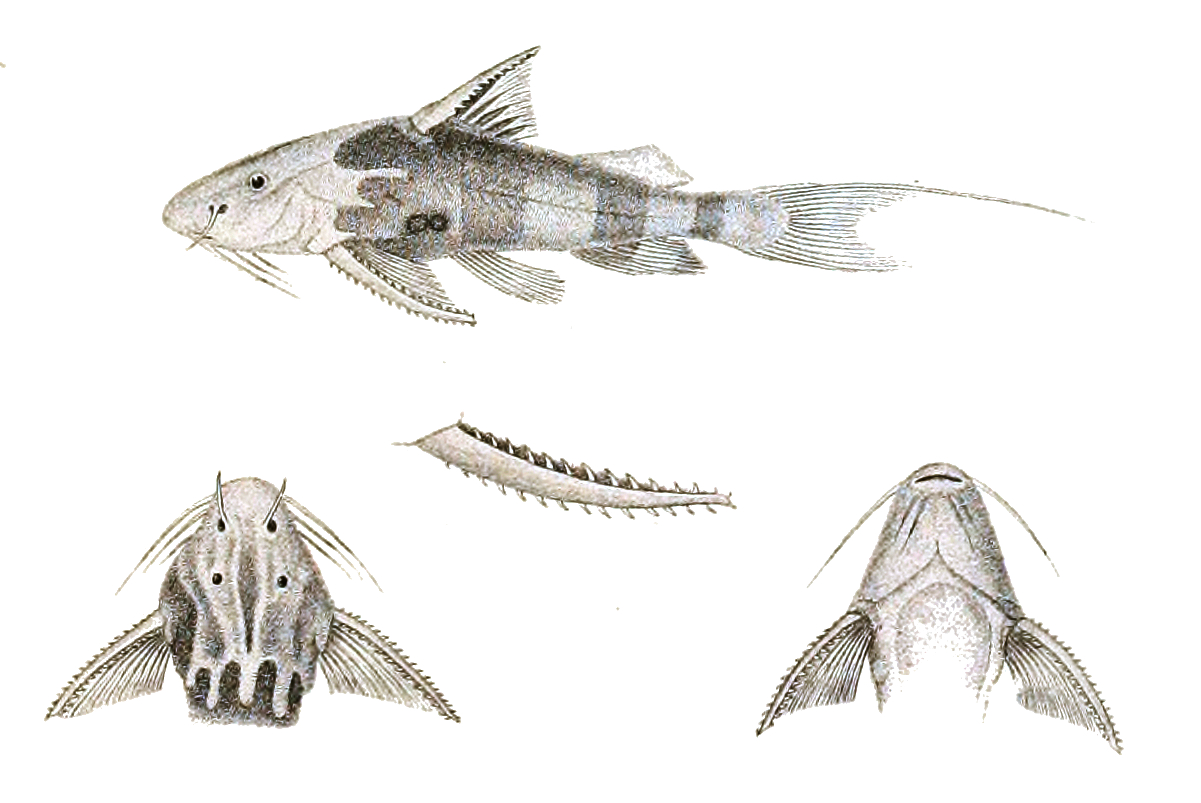
Conta conta

- ContinaeConta conta
  - Conta
    - Conta conta
    - Conta pectinata
- Erethistinae
  - Ayarnangra
    - Ayarnangra estuarius

  - Caelatoglanis
    - Caelatoglanis zonatus

  - Erethistes
    - Erethistes hara
    - Erethistes horai
    - Erethistes jerdoni
    - Erethistes maesotensis
    - Erethistes pusillus
    - Erethistes serratus

  - Erethistoides
    - Erethistoides ascita
    - Erethistoides cavatura
    - Erethistoides infuscatus
    - Erethistoides montana
    - Erethistoides pipri
    - Erethistoides senkhiensis
    - Erethistoides sicula

  - HaraHara hara
    - Hara longissima
    - Hara mesembrina
    - Hara minuscula
    - Hara nareshi
    - Hara spinulus

  - Pseudolaguvia
    - Pseudolaguvia assula
    - Pseudolaguvia ferula
    - Pseudolaguvia foveolata
    - Pseudolaguvia inornata
    - Pseudolaguvia kapuri
    - Pseudolaguvia lapillicola
    - Pseudolaguvia muricata
    - Pseudolaguvia nubila
    - Pseudolaguvia ribeiroi
    - Pseudolaguvia shawi
    - Pseudolaguvia tenebricosa
    - Pseudolaguvia tuberculata